# Saab JAS 39 Gripen
Saab JAS 39 Gripen je laki borbeni zrakoplov kojeg je razvila švedska tvrtka "Swedish aerospace company SAAB" i nalazi se u sastavu zračnih snaga: Švedske, Češke, Mađarske a naručen je i od Južnoafričke Republike. Radi se od višenamjenskom borbenom zrakoplovu koji je nasljednik lovačkog zrakoplova 3. generacije SAAB 37 Viggen a njegova najnovija inačica Gripen E ima naprednu opciju superkrstarenja koja je standardno obilježje zrakoplova 5. generacije kao što je američki zrakoplov F-22 i 4.5 generacije kao što je francuski zrakoplov Rafale Dassault Rafale.

## Podrijetlo
Korijeni razvoja zrakoplova JAS 39 Grippena sežu do kasnih 1970-tih kada se javila potreba zamjene zastarjelih zrakoplova Saab 35 Draken i Saab 37 Viggen koji su tada sačinjavali okosnicu švedskog vojnog zrakoplovstva. Novi zrakoplov koji je trebao zamijeniti tadašnje modele, trebao je zadovoljavati sljedeće svojstva:
- brzina: Mach 2
- mogućnost slijetanja i uzlijetanja s aerodroma bez složene infrastrukture, dužine 800 m i širine 8 m
- jednostavno održavanje s malim brojem specijalnih alata
- bolje sposobnosti od Viggena: više tereta i veći dolet
- vršenje više uloga: lovac, bombarder, izviđač

Ministarstvo obrane formiralo je odbor za odabir zrakoplova, koji je imao mandat razmotriti sve činjenice i odabrati opciju koja bi zadovoljavala uvjete, a čiji bi odabir dao i najbolje financijske i strateške rezultate. Odbor je razmatrao sve mogućnosti, od vlastite proizvodnje, proizvodnja pod licencijom, ili uvoz potpuno novih zrakoplova. Tijekom prvih razgovora Saab je ponudio preinaku zrakoplova Saab 38 pod imenom B3LA i preinaku Viggena kroz projekt A 20. Kroz ove projekte Saab bi napravio preinake u kojim bi Saab 38 dobio mogućnosti navalnog i trenažnog zrakoplova, dok bi A 20 dobio uloge lovca, navalnog i izviđačkog zrakoplova. Švedska je razmatrala inozemne zrakoplove kao General Dynamics F-16 Fighting Falcon, McDonnell Douglas F/A-18 Hornet, Northrop F-20 Tigershark i Dassault Mirage 2000. U listopadu 1978. godine vrhovni zapovjednik Lennart Ljung izjavio je da se A 20 i B3LA, neće razmatrati s JAS-om, F-16 ili F-18. Godine 1979. Vlada je 1979. godine imenovala povjerenstvo vojne zrakoplovne industrije (MFK 79), u kojem su iznesene tri mogućnosti odabira zrakoplova, isto tako navedeno je da je tadašnja namjenska zrakoplovna industrija zapošljavala oko 12.000 djelatnika i također su bili katalizator drugim industrijama u Švedskoj. Nakon završenog izvještaja, tadašnja švedska vlada odlučila je da Saab razvije novi švedski zrakoplov. Iako bi takvo rješenje iziskivalo najviše vremena za uvođenje novog zrakoplova, rezultiralo bi najvećim koristima za cijelu Švedsku.

## Razvoj
Radovi na prototipovima novog zrakoplova su počeli 1984., replika u prirodnoj veličini izrađena je 1986. Tijekom razvoja ovog projekta pojavili su se različiti politički pritisci da se razvoj i proizvodnja zrakoplova u Švedskoj ukine. Zbog visoke cijene cjelokupnog razvoja te promjene strategije zemlje u kojem se smatralo da ulaganje državnog novca u tako rizičan proizvod nije isplativ, predlagan je uvoz zrakoplova za potrebe ratnog zrakoplovstva. Ova rasprava vodila se u političkim krugovima i javnim medijima, a pritisci su postali učestaliji na ministarstvo odbrane, nabave te na koncern Saab. Da bi se riješili pritiska, razvojni tim Saab-a užurbano je radio na razvoju prvog letnog prototipa koji je prvi put poletio 9. prosinca 1988. Polijetanjem prototipa utišani su kritičari projekta, a već 1989. počeo je razvoj trenažne inačice JAS 39B. Dne 2. siječnja 1989. prilikom slijetanja dogodila se nesreća u kojoj je izgubljen prototip 39-1. Cijeli događaj snimljen video zapisom, doveo je do nove negativne reakcije javnosti. Uzrok nesreće bio je pripisan greški u računalnom programu za upravljanje letom prilikom slijetanja. Nakon ispravljanja greške poletio je drugi prototip 39-2 4. svibnja 1990.

## Osobine
Saab JAS 39 Gripen je dvosjedni ili jednosjedni višenamjenski borbeni zrakoplov. Skraćenica JAS je od Jakt, Attack och Spaning  što bi se moglo prevesti kao: lov, napad i izviđanje. Ovo je borbeni zrakoplov takozvane 4 generacije. Prilagođen je posebno teškim zimskim uvjetima djelovanja i održavanja, te korištenju raznih improviziranih uzletno-sletnih staza. Vrlo je pouzdan u korištenju. S obzirom na to da su svojedobno procijenjene potrebe Švedske za ovakvim tipom aviona bile ispod 200 komada (što je donja granica ekonomičnosti isporuke) švedska vlada je provela opsežnu promotivnu kampanju, te je već isporučeno sedamdesetak ovih aviona. Osim već spomenutih zemalja za Dansku je već pripremljena inačica JAS 39 "Gripen NG“, a za Saudijsku Arabiju JAS-39X "Gripen".
Do sada su ugrađivana tri tipa motora i to: Volvo Aero RM12, Volvo Aero RM12UP i General Electric GE F414G.

## Proizvodnja
Avion se proizvodi u Linköpingu.  Najveći dio njegovih komponenta proizvodi se u Švedskoj, a najveći broj kooperanata je iz Europske unije i nekoliko iz SAD i Južne Afrike. Ukupno je izrađeno 5 prototipova. Do sada je isporučeno 186 od naručenih 232 primjerka. Cijena se kreće od US$ 45 do US$ 50 milijuna (2006.) Godine 2007.

## Inačice
- JAS 39A
- JAS 39B
- JAS 39C
- JAS 39D
- Gripen NG, zrakoplov s naprednom opcijom superkrstarenja[1]
- JAS 39E
- JAS 39F

### Predložene inačice
- Sea Gripen
- Gripen UCAV

## Uporaba
Prve "Gripene" je švedsko ratno zrakoplovstvo preuzelo 1993. godine.

### Korisnici
- Češka
- Mađarska
- JAR
- Švedska
- Ujedinjeno Kraljevstvo

12 Gripena (10 jednosjeda (C) i 2 dvosjeda (D)) vrijednih 700 miljuna eura (US$1.1 milijardu) ponuđeno je Hrvatskoj 2007. Nabava je obustavljena 2008. zbog financijske krize.
Dne 24. listopada 2015. Švedska je ponovno Hrvatskoj, na zahtjev Hrvatskog ratnog zrakoplovstva zbog zamjene zastarjelih zrakoplova MiG 21bis, ponudila 8 do 12 novih zrakoplova JAS 39 Gripen. Uvođenje novih borbenih zrakoplova planirano je za 2019. godinu. Sjedinjene Države i Izrael su Hrvatskoj ponudile zrakoplove F-16, kao i Južna Koreja zrakoplove T-50 Golden Eagle. Odluka o novom zrakoplovu bit će donesena do kraja 2017. godine. 
Sredinom ožujka 2017. godine na godišnjoj konferenciji Gripena predsatavljene su poboljšane inačice Gripen serije E i serije C, koje su donijele brojna unaprijeđenja poput AESA radara, snažnijeg motora s mogućnošću superkrstarenja koje omogućuje značajno dulji let nadzvučnim brzinama bez klasičnog korištenja naknadnog dogorijevanja koje omogućuje tek nekoliko sekunda leta nadzvučnim brzinama uz značajno povećanje potrošnje goriva, što je karakteristika već zastarjelih zrakoplova 4. generacije.

## Tehničke karakteristike (JAS 39C/D Gripen)
Osnovne karakteristike
- posada: 1 (2 za JAS 39D)
- dužina: 14,1 m
- raspon krila: 8,4 m
- površina krila: 25,54 m2
- visina: 4,5 m
- masa zrakoplova: 6.620 kg
- najveća masa uzlijetanja: 14.000 kg

Letne karakteristike
- najveća brzina: 2 Maha (2.470 km/h)
- maksimalna visina leta: 15.240 m
- dolet: 1.200 km s teretom
- borbeni dolet: 800 km
- opterećenje krila:283 kg/m²
- omjer potisak/masa: 0.97
- motor: Jedan turbofen motor od 54 kN

### Naoružanje
- Strojnica: 1× 27 mm Mauser BK-27 Revolver top s 120 punjenja (samo jednosjed)
- Nosači naoružanja: 8 (tri podkrilna i dva podtrupna) mogu se koristiti u više kombinacija:
  - Rakete: 4× lanser nevođenih raketa, 13,5 cm rakete
  - Rakete:
    - 6× AIM-9 Sidewinder (Rb.74) ili IRIS-T (Rb 98)
    - 4× AIM-120 AMRAAM (Rb.99) ili MICA
    - 4× Meteor (u razvoju)
    - 4× AGM-65 Maverick (Rb.75)
    - 2× KEPD.350
    - 2× Rbs.15F protubrodska raketa

  - Bombe:
    - 4× GBU-12 Paveway II laserski vođena bomba
    - 2× Bk.90 kazetna bomba
    - 8× Mark 82 bomba